# Bimota BX450
La Bimota BX450 est un modèle de moto du constructeur italien Bimota.
La BX450 est présentée lors du salon EICMA de 2022. Bimota avait déjà proposé en 2011 deux prototypes de moto d'enduro, avec des motorisations Gas Gas et un cadre provenant de Jotagas, mais celles-ci étaient restées sans suite.
Le moteur monocylindre quatre temps à refroidissement liquide provient de la Kawasaki 450 KX. Le cadre simple berceau dédoublé sous le moteur est également repris de la Kawasaki, ainsi que les éléments de suspension de marque Showa.
Bimota a ajouté un contrôle de traction ajustable ainsi que différentes cartographies d'injection.
Le freinage est assuré par un disque de 270 mm de diamètre à l'avant et de 250 mm de diamètre à l'arrière pincés par des étriers Nissin à double et simple pistons.
Le phare et les pare-mains sont spécifiques, tout comme le réservoir qui passe de 6,2 L sur la Kawasaki à 10,7 L sur la Bimota.
le poids annoncé est de 110,2 kg.
La décoration reprend les couleurs du drapeau italien, accompagnées du logo Bimota.